# NGC 7050
NGC 7050 est un très vieil amas ouvert et situé dans la constellation du Cygne. Il a été découvert par britannique John Herschel en 1828.
NGC 7050 est à 1 179 ± 54 pc (∼3 850 al) du système solaire et les dernières estimations donnent un âge de 2,0 ± 0,08 milliard d'années. La taille apparente de l'amas est de 7,0 minutes d'arc, ce qui, compte tenu de la distance et grâce à un calcul simple, équivaut à une taille réelle de 7,8 ± 0,4 al.
Wolfgang Steinicke  ainsi que le professeur Seligman considèrent NGC 7050 comme un groupe d'étoiles et non comme un amas ouvert. De plus, NGC 7050 ne figure pas sur le site WEBDA qui est consacré aux amas ouverts. Cependant, les bases de données Simbad, HyperLeda et NASA/IPAC le considèrent comme un amas ouvert.